# Lasioglossum pilosellum
Lasioglossum pilosellum là một loài Hymenoptera trong họ Halictidae. Loài này được Cockerell mô tả khoa học năm 1936.